# José García Manríquez
José Juan García Manríquez (ur. 26 lutego 1996 w Zamorze) – meksykański piłkarz występujący na pozycji środkowego lub prawego obrońcy, od 2023 roku zawodnik Juárez.